# 제48회 서울독립영화제
제48회 서울독립영화제는 2022년 12월 1일에 열린 시상식이다.

## 수상 및 후보

### 대상
- 괴인 - 이정홍 수상

### 단편 대상
- 자르고 붙이기 - 김효준 수상

### 최우수작품상
- 다섯 번째 흉추 - 박세영 수상

### 최우수단편상
- 음각 - 김민경(바태) 수상

### 우수단편상
- 박영길 씨와의 차 한 잔 - 유우일 수상

### CGK촬영상
- 이어지는 땅 - 이진근 수상

### 열혈스태프상
- 이어지는 땅 - 이진근 수상

### 독립스타상- 배우부문
- 사랑의 고고학 - 기윤 수상
- 힘찬이는 자라서 - 손수현 수상

### 새로운선택상
- 두 사람 - 반박지은 수상

### 새로운시선상
- 코끼리 뒷다리 더듬기 - 김남석 수상

### 새로운선택상 - 특별언급
- 엄마의 땅 - 박재범 수상

### 로컬시네마상
- 무릉 - 서원태 수상

### 넥스트링크상
- 지옥만세 - 임오정 수상

### 집행위원회특별상
- 기행 - 이하람 수상
- 작은 정원 - 이마리오 수상

### 독불장군상
- 사랑의 고고학 - 이완민 수상

### 관객상
- 수라 - 황윤 수상
- 서울극장 - 김태양 수상

### 경쟁부문 - 단편
- 아맨 어 맨 - 김경배
- 클리나멘 - 정석주
- 보사노바 리듬에 섹션 끝나고 솔로는 리드 기타부터 - 석승규
- 어린 양 - 김영조
- 행진대오의 죽은 원혼들 - 안지환
- 상실의 집 - 전진규
- 양림동 소녀 - 오재형 외 1명
- 새벽 두시에 불을 붙여 - 유종석
- 귀귀퀴퀴 - 새훈
- 맞담 - 김준형
- 급처합니다··· 네고 불가 - 박현웅
- 힘찬이는 자라서 - 김은희
- 소진된 인간 - 김진수
- 안경 - 김경래
- 나는 할아버지가 가장 예뻐하던 손녀였다 - 백민주
- 자르고 붙이기 - 김효준
- 체험! 삶의 현장 - 노유경
- 로봇이 아닙니다. - 강예솔
- 알은 척 아는 척 - 이준우
- 정민이의 겨울 - 주진형
- 모르는 사람의 장례식 - 조상아/조연
- 박영길 씨와의 차 한 잔 - 유우일
- 두 여인 - 장선희
- 가정동 - 허지윤
- 사랑의 알러지 - 육상필
- 음각 - 김민경(바태)
- 어나더타운 - 윤동기
- 현수막 - 윤혜성

### 경쟁부문 - 장편
- 기행 - 이하람
- 퀴어 마이 프렌즈 - 서아현
- 종 - 박중권
- 물비늘 - 임승현
- 동에 번쩍 서에 번쩍 - 이광국
- 사갈 - 이동우
- 괴인 - 이정홍
- 두 사람을 위한 식탁 - 김보람
- 다섯 번째 흉추 - 박세영
- 늦더위 - 서한솔
- 수라 - 황윤
- 이어지는 땅 - 조희영
- 사랑의 고고학 - 이완민

### 새로운 선택 - 단편
- 바르도 - 정지현
- 이것은 보이는 것과 다르다 - 최희현
- 소녀 - 이기홍
- 두억시니가 - 박혜민
- 코끼리 뒷다리 더듬기 - 김남석
- 크로노스 - 배두호
- 좋은 집 - 홍연이
- 을지로 - 김현탁
- 그리고 집 - 정은욱
- 빛 - 국도원
- 선 댄스 - 김하연
- 문 앞에 두고 벨 X - 이주영
- 자연발화 - 박지인

### 새로운 선택 - 장편
- 페이퍼맨 - 기모태
- 너와 나 - 조현철
- 두 사람 - 반박지은
- 정순 - 정지혜
- 지옥만세 - 임오정
- 엄마의 땅 - 박재범
- 표류자들 - 최혁진

### 페스티벌 초이스-장편
- 그럴 수도 있지 - 김종재
- 5시부터 7시까지의 주희 - 장건재
- 공작새 - 변성빈
- 작은 정원 - 이마리오
- 유니버스 - 원태웅
- 생츄어리 - 왕민철
- 겨울에 만나 - 이승찬
- Birth - 유지영
- 드림팰리스 - 가성문
- 교토에서 온 편지 - 김민주
- 장기자랑 - 이소현
- 비밀의 언덕 - 이지은
- 말이야 바른 말이지 - 김소형 외 5명
- 빅슬립 - 김태훈
- 버텨내고 존재하기 - 권철
- 고양이 키스 - 황수빈

### 페스티벌 초이스-단편
- 12월70일 - 송주원
- 소문의 진원지 - 함희윤
- 녹차의 맛 - 유최늘샘
- 페이오프 - 강상우
- 서울극장 - 김태양
- 각질 - 문수진
- 더 다이버스 - 조희수
- 쿠키 커피 도시락 - 강민지 외 3명
- 아누크의 전설: 주인공과 요정과 사악한 용 - 정혁기
- 빅브라더 - 궁유정
- 그라운드 제로 - 무진형제
- 버킷 - 김보영
- 리뷰왕 장봉기 - 신기헌
- 트랜짓 - 문혜인
- 영화편지 - 최시형
- 사라지는 것들 - 김창수
- 빨간마스크 KF94 - 김민하
- 삼인방 - 이건희
- 겹겹이 여름 - 백시원
- 얼굴 보니 좋네 - 남궁선
- 사람냄새 이효리 - 이옥섭 외 1명
- 러브빌런 - 이옥섭
- 대리운전 브이로그 - 구교환
- 미지의 세계 시즌투에피원 - 윤성호

### 해외초청
- 피노이 선데이 - 호위딩
- 네 번째 초상화 - 청몽홍
- 10+10 - 허우 샤오시엔 외 19명
- 17세의 꿈 - 수자오렌
- 빙독 - 미디 지
- 대불+ - 신 야오 후앙
- 조니를 찾아서 - 후앙시
- 대담하거나, 타락하거나, 아름다운 - 양야체

### 독립영화 아카이브
- 환상의 벽 - 장길수
- 가변차선 - 양윤호
- 슬픈 열대 - 육상효
- 시인 구보씨의 하루 - 유하
- 지하생활자 - 김대현
- 나마스테 서울 - 김대현
- 비명도시 - 김성수
- 디어 평양 - 양영희
- 굿바이, 평양 - 양영희

### 로컬시네마
- 벌레 - 김해리
- 행인 - 허지은 외 1명
- 아옹다옹 - 김본희
- 하나와 영오 - 박미선
- 부동(不動) - 윤희경
- 무릉 - 서원태
- 트위스트 - 강화원
- 눈을 감고 크게 숨 쉬어 - 김은영 외 1명